# 系統別総当たり制
系統別総当たり制（けいとうべつそうあたりせい）とは、1964年まで大相撲で採用されていた、取組編成の方式である。あわせて、取組編成の方式の変遷と、その歴史と内容に関しても本項で概説する。

## 総説
大相撲の社会では、入門した力士は必ず相撲部屋に所属することになっている。その際、入門してから十両に昇進するまでの力士養成員と呼ばれる時代には、所属する部屋で、大部屋で共同生活をするのが習わしである。そのため、同じ部屋に所属する力士たちの間では、本場所での真剣勝負はしづらい事情がある（1990年代の二子山部屋全盛期に個人別総当たりを望む声があったが、こういう事情から実現しなかった）。また、すべての部屋に稽古場をもつことが必要とされる現在とは違って、以前には部屋こそ独立してはいるものの、毎日の稽古は、親方が現役時代に所属していた本家の部屋でおこなう部屋も多くあった。
そうした事情があったため、大相撲の対戦方式にはいくつかの変遷があった。時代順に分けると、次のようになる。
1. 1909年1月までの時期
2. 1909年6月の両国国技館開館以降1931年まで（東西制第1期）
3. 1932年2月から1939年5月まで（系統別総当たり制第1期）
4. 1940年1月から1947年6月まで（東西制第2期）
5. 1947年11月から1964年11月まで（系統別総当たり第2期）
6. 1965年1月から現在まで（部屋別総当たり）

時代にわけて記述していく。

## 1909年1月まで
調査中。加筆などおねがいします。

## 東西制第1期
幕内は東西に分かれ、同じ側の対戦はない。しかし、時々勢力の均衡を図るために、入れ替えが行われた。二所ノ関部屋の玉錦三右エ門は、関脇までは出羽海方に所属していたが、大関昇進の際に連合方に替わっている。これは、日常の一門系統とはあまり関係がなかった。
十両以下では、ほとんど総当たりの状況であった。親方同士が兄弟弟子であった粂川部屋と友綱部屋、中立部屋との間でも、鏡岩善四郎（粂川）は、寶川政治（友綱）や灘ノ花虎之助（中立）と対戦している。

## 系統別総当たり第1期
1932年1月の春秋園事件の結果、幕内・十両力士の大多数が脱退したために、幕内でも総当たり制を採用することとなった。しかし、次の部屋同士の対戦はなかった。
- 出羽海・春日野・山分
- 高砂・若松・富士ヶ根・大山
- 粂川・二所ノ関・二子山（のち中村も加わる）
- 小野川・陣幕

そのために、系統別という形になっていた。
十両以下の取組も、東西制第1期とほとんど同じである。しかし、出羽海部屋から独立した武隈部屋は、破門という形になったので、かつての兄弟弟子同士も本場所で対戦することになった。

## 東西制第2期
幕内は東西に分かれたが、頻繁に配置換えが行なわれた。そのため、出羽一門に所属していた陣幕部屋の青葉山徳雄は、両方の側に属して、ほとんどすべての部屋の力士と対戦している。また、高砂系、朝日山部屋や伊勢ヶ濱部屋も配置換えがあり、同じ部屋で東西に分かれることもあった。当然、この場合、方屋が違っても、同じ部屋や同じ系統は対戦しない。
1940年5月場所、横綱男女ノ川登三は、相手方の横綱双葉山などが途中休場したために、対戦相手を繰り下げることになった。ところが、相手方に同じ高砂系の、富士ヶ嶽（富士ヶ根部屋）・鯱ノ里（若松部屋）がいたため、この二人を避けてなおも繰り下げたため、すでに7敗して負け越し目前の新入幕、二瀬川政一（朝日山部屋）を13日目に対戦させることになってしまい、二瀬川は負け越してしまった。一方上位力士にとっては、部屋や系統が異なる同じ方屋の上位力士と当たらないため有利な制度であったといえる（男女ノ川の例では、系統別総当たりなら同じ方屋の出羽海系上位力士と当たるところ、東西制に助けられて相手方の平幕と当たったことになる）。横綱照國が双葉山との初対戦が大関昇進後だったという逸話は東西制ならではのものであった。
十両以下では、この時期に双葉山道場が立浪部屋から独立し、色々な部屋を吸収したことで対戦分野に変動が起きた。双葉山は、立浪部屋から内弟子を連れて独立したために、立浪部屋と双葉山道場との間の対戦は組まれなかった。そのために、同時に引き取った粂川所属の力士たちも、立浪部屋との対戦がなくなった。当時十両にいた布引国太郎は、粂川所属のときは、立浪部屋の力士と対戦していたが、その対戦がなくなった。
なお、この時期には系統別第1期には同じ系統扱いされていた、粂川と二所ノ関・二子山は別扱いとされ、布引は照ノ海照光（二所ノ関）・鏡川四郎（二子山）と対戦している。また、1944年に井筒親方が急逝し、力士たちは双葉山道場に引き取られたが、この時、井筒部屋所属だった鶴ヶ嶺道芳は、立浪部屋の緑國政雄と対戦している。
この時期に、かつては対戦していた間柄の部屋が、合同し、対戦がなくなったケースとして、他に次のようなものがある。（右側が消滅した部屋）
- 出羽海と三保ヶ関
- 双葉山と井筒
- 立浪と春日山
- 高砂と花籠
- 伊勢ヶ濱と鏡山

## 系統別総当たり第2期
戦後、大相撲の人気復活のために、様々な試みが行なわれた。相撲くじや土俵を大きくすることはすぐに挫折したが、優勝決定戦の導入や、三賞制度の発足は、相撲人気の復活に資した。それとともに、東西制を廃止して、総当たり制を導入することにした。しかし、出羽海と春日野の関係のような深いものがあったために、部屋別の総当たりは不可能で、次のような系統が定められた。
- 出羽海・春日野・三保ヶ関・小野川
- 高砂・若松・大山
- 伊勢ヶ濱・熊ヶ谷（以前は対戦があった）
- 立浪・武隈・時津風
- 時津風・井筒（立浪と井筒は対戦する）
- 錦島・陸奥・伊勢ノ海（錦島と陸奥とは以前は対戦があった）
- 二所ノ関・松ヶ根・中村

その後、独立した部屋は、もとの部屋とは対戦しない。次のようなケースである。
- 二所ノ関からの花籠・佐渡ヶ嶽・湊川・片男波・二子山
- 立浪からの春日山
- 高砂からの佐ノ山
- 高島（のちに友綱に変更）からの宮城野・熊ヶ谷（のちに高島に変更）

このため、羽黒山政司（立浪）と鏡里喜代治（時津風）、千代の山雅信（出羽海）と栃錦清隆（春日野）、若乃花幹士（花籠）と大鵬幸喜（二所ノ関）といった横綱・大関の番付上位同士の取組がなく、不公平さが段々と目立つようになってきたのであった。

## 部屋別総当たり制
1950年代後半からの大相撲の改革は、取組の公平感を増す方向でもおこなわれた。系統別では、幾つかの好取組（と思われる上位同士の対戦）がなく、部屋による不公平さ（大鵬幸喜（二所ノ関）と柏戸剛（伊勢ノ海）との間にも、対戦の差があった）を薄めるために、1965年1月場所から完全部屋別総当たりが実施された。この場所は、序盤から横綱栃ノ海晃嘉（春日野）と大関佐田の山晋松（出羽海）との対戦を組むなどして、部屋別総当たり制に力士も慣れるように配慮された。その結果もあって、部屋別総当たり制は定着して現在に至っている。制度導入当時は、小野川部屋や追手風部屋や錦島部屋などが閉鎖されるなど、部屋数の減少が起こったが、その後、独立が目立つようになり、総当たりが日常のものとなっている。
この方式のもとでも血縁者は対戦しないことになっている。北桜英敏（北の湖）と豊桜俊昭（立田川⇒陸奥）、露鵬幸生（大鵬⇒大嶽）と白露山佑太（二十山⇒北の湖）、英乃海拓也（木瀬）と翔猿正也（追手風）のように、実の兄弟が別の部屋に属している場合である。2009年に、4親等以内の関係は対戦させないことが決定した。